# Ritter St.Georgen-Brauerei
 (mai 2021).
Si vous disposez d'ouvrages ou d'articles de référence ou si vous connaissez des sites web de qualité traitant du thème abordé ici, merci de compléter l'article en donnant les références utiles à sa vérifiabilité et en les liant à la section « Notes et références ».
La Ritter St.Georgen-Brauerei est une brasserie à Nennslingen, en Allemagne.

## Histoire
En 1654, le brasseur Georg Engelhardt fonde la brasserie. En 1678, Michael Korner la reprend puis en 1704 Michael Engelhardt. En 1726, le maître brasseur Johann Wilhelm Satzinger de Pappenheim achète l'entreprise. En 1748, Michael Treiber la prend en charge et donne le nom de Wirt zum Ritter St. Georg. En 1767, son fils Friedrich reprend la brasserie, en 1778 il la revend à Johann Daniel Gloßner. Son fils, qui s'appelle également Johann Daniel, reprend la brasserie en 1799. En 1836, Daniel prend le relais, son fils qui s'appelle aussi Daniel prend le relais en 1866. En 1898, Georg Michael puis en 1940 Johann Michael Gloßner sont aux commandes.
Elle est à l'origine située au numéro 43, en 1883 au numéro 74, et actuellement Marktplatz 1.
Une cave d'été existe depuis au moins 1778. Elle est abandonnée lors de la Première Guerre mondiale.